# Лимонов, Генрих Евсеевич
Генрих Евсеевич Лимонов (30 ноября 1933, Москва — 27 мая 2011) — советский и российский учёный в области технологии мясных, молочных и рыбных продуктов, член-корреспондент РАСХН (1993).

## Биография
Родился Москве в семье ответственного исполнителя автогенного завода Евсея Исааковича Лимонова (1903—?), уроженца Балты, репрессированного в 1936 году. Окончил Московский технологический институт мясной и молочной промышленности (1957).
В 1957—1962 инженер-конструктор, старший инженер-конструктор, начальник отдела, главный конструктор научно-исследовательской лаборатории по механизации обвалки и жиловки мяса Московского мясокомбината.
С 1963 г. во ВНИИ мясной промышленности им. В. М. Горбатова: аспирант (1963—1966), старший научный сотрудник (1967—1969), заведующий лабораторией физических методов обработки мяса (1970—1993), заместитель директора (1993—2004), с 2004 г. — главный научный сотрудник.
Научные интересы — создание процессов и оборудования по переработке животноводческого сырья, основанного на применении современных физических методов — прессования, вибрации и других.
Доктор технических наук (1990), профессор (1991), член-корреспондент РАСХН (1993).
Лауреат Премии Правительства Российской Федерации (1996). Награждён медалью «В память 850-летия Москвы», тремя серебряными медалями ВДНХ.
Получил 20 авторских свидетельств и патентов на изобретения.

## Публикации
- Вибрационная техника и технология в мясной промышленности. — М.: Агропромиздат, 1989. — 230 с.
- Теоретические аспекты интенсификации массообменных процессов при посоле с применением вибрации / соавт. Н. А. Горбунова // Хранение и перераб. сельхозсырья. 2001. № 10. С. 20-23.
- Пищевая промышленность России в условиях рыночной экономики / соавт.: Е. И. Сизенко и др. — М.: Пищепромиздат, 2002. — 690 с.